# Ionics
Ionics (abrégé en Ionics) est une revue scientifique à comité de lecture bimestrielle qui publie des articles concernant le mouvement des ions.
D'après le Journal Citation Reports, le facteur d'impact de ce journal était de 1,754 en 2014. Actuellement, les directeurs de publication sont E. Wachsman et W. Weppner.